# Dębowy Gaj
Dębowy Gaj (niem. Siebeneichen) – wieś sołecka w Polsce, położona w województwie dolnośląskim, w powiecie lwóweckim, w gminie Lwówek Śląski.
W latach 1975–1998 wieś administracyjnie należała do województwa jeleniogórskiego.

## Nazwa
W kronice łacińskiej Liber fundationis episcopatus Vratislaviensis (pol. Księga uposażeń biskupstwa wrocławskiego) spisanej za czasów biskupa Henryka z Wierzbna w latach 1295–1305 miejscowość wymieniona jest w zlatynizowanej formie Sebyneyche. W źródłach występują jeszcze inne formy nazwy: Sebineychen (1371), Siebenaichen (1613), Siebenaiche (1677), Siebeneichen (1687), Sieben Eiche (1726) i Siebeneiche (1765). W 1945 roku wieś uzyskała nazwę Dębice, którą zmieniono w 1947 r. na Dębowy Gaj.

## Położenie
Wieś leży na lewym brzegu kanału Bobru - Młynówki, na wschodnim krańcu Pogórza Izerskiego. Dębowy Gaj (oprócz Zadola) znajduje się na terenie Parku Krajobrazowego Doliny Bobru. Przez wieś przebiega linia kolejowa łącząca Jelenią Górę z Lwówkiem Śląskim (przystanek Dębowy Gaj) oraz droga łącząca Sobotę z Pławną Dolną. Trasa rowerowa ER-6 łączy Dębowy Gaj z Sobotą i Mojeszem, a żółty szlak turystyczny z Marczowem i Lwówkiem Śląskim.
| SIMC    | Nazwa  | Rodzaj  |
| ------- | ------ | ------- |
| 1004543 | Zadole | kolonia |

## Historia
Na terenie Dębowego Gaju znajdowano ślady dawnego osadnictwa. Na południe od wsi, na wzgórzu Łopata, zachowały się ślady grodziska Babi Gródek datowanego na okres kultury łużyckiej lub epoki żelaza. Na terenie wsi znaleziono siekierkę z brązu charakterystyczną dla kultury łużyckiej oraz ślady osady średniowiecznej. Współczesną wieś założono przed 1300 r. Od XV wieku Dębowy Gaj był własnością rodu Zedlitz, którego członkowie wybudowali tu zamek. Źródła wymieniają w 1475 r. Nicolasa von Zedlitz i w 1560 r. Franza von Zedlitz. W początkach XVII wieku zamek został przebudowany na późnorenesansowy pałac. W XVII w. właścicielem Dębowego Gaju został przez małżeństwo baron Heinrich von Reichenbach. W 1682 r. przegrał on spór prawny z radą Lwówka Śląskiego i został skazany na karę grzywny za nielegalne warzenie piwa w Dębowym Gaju, leżącym w obrębie miejskiej mili piwnej. 
W roku 1813 miały tu miejsce walki V korpusu wojsk napoleońskich z rosyjskim korpusem Langerona.

## Zabytki
Do wojewódzkiego rejestru zabytków wpisane są:
- kaplica grobowa, obecnie kościół pw. M. Kolbego, z połowy XVII w.
- zespół pałacowo-folwarczny
  - pałac (w ruinie), z 1620 r., 1754 r., XIX w.
  - park, z 1780 r., z drugiej połowy XIX w.
  - folwark
    - oficyna, z 1780 r., XIX w.
- dom, murowano-szachulcowy, nr 23, z drugiej ćwierci XIX w.

## Demografia
Największą liczbę ludności (569 osób) Dębowy Gaj osiągnął w 1871 r. Pod koniec XX w. wieś liczyła około 200 mieszkańców. Według Narodowego Spisu Powszechnego (III 2011 r.) zamieszkiwało ją 190 osób. Wykres liczby ludności Dębowego Gaju od 1786 r.

## Urodzeni w Dębowym Gaju
- Krzysztof Poniński (1802-1876) - pruski polityk i urzędnik, starosta powiatu lwóweckiego